# Liste der Verfilmungen der Werke von Georges Simenon

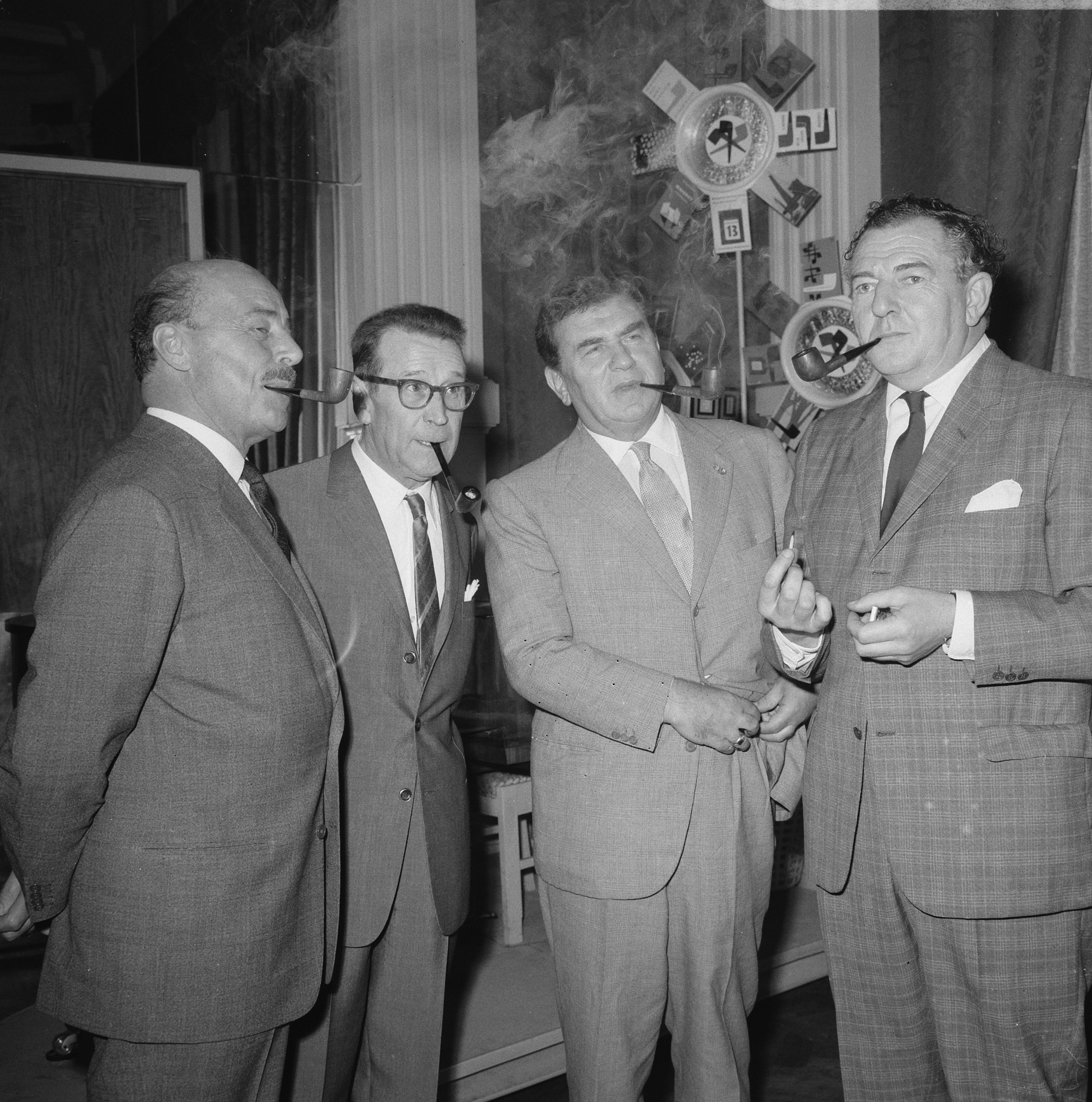
Georges Simenon (2.v.l.) 1966 an der Seite der Maigret-Darsteller Jan Teulings (links), Gino Cervi (2.v.r) und Rupert Davies (rechts)

Diese Liste enthält alle Kino- oder Fernsehverfilmungen nach den Werken des belgischen Schriftstellers Georges Simenon. Bis 2010 entstanden insgesamt 65 Kinofilme sowie 64 internationale Fernsehproduktionen, darunter Serien, die teilweise über Jahre und Jahrzehnte hinweg produziert wurden. Am umfangreichsten blieben die Serien um Kommissar Maigret des französischen Fernsehens mit Jean Richard (88 Folgen von 1967 bis 1990), die anschließenden Verfilmungen mit Bruno Cremer (54 Folgen von 1991 bis 2005) und die Serie der BBC mit Rupert Davies (52 Folgen von 1960 bis 1963). Weitere bekannte Maigret-Darsteller waren Jean Gabin, Gino Cervi, Michael Gambon und Heinz Rühmann. Von 2016 bis 2017 spielte Rowan Atkinson den Kommissar in einer britischen Serie. Neben Maigret wurde auch Simenons Figur des „kleinen Doktors“ Jean Dollent in Fernsehserien umgesetzt, so 1974 vom ZDF als Der kleine Doktor mit Peer Schmidt in der Titelrolle.

## Kinofilme
| Jahr | Originaltitel                                        | Land    | Deutscher Titel                                            | Regie                         | Darsteller                                                        | Vorlage                                 |
| ---- | ---------------------------------------------------- | ------- | ---------------------------------------------------------- | ----------------------------- | ----------------------------------------------------------------- | --------------------------------------- |
| 1932 | La Nuit du carrefour                                 | F       |                                                            | Jean Renoir                   | Pierre Renoir als Maigret                                         | La Nuit du carrefour                    |
| 1932 | Le Chien jaune                                       | F       |                                                            | Jean Tarride                  | Abel Tarride als Maigret                                          | Le Chien jaune                          |
| 1933 | La Tête d’un homme                                   | F       | Um eines Mannes Kopf                                       | Julien Duvivier               | Harry Baur als Maigret                                            | La Tête d’un homme                      |
| 1942 | La Maison des sept jeunes filles                     | F       |                                                            | Albert Valentin               |                                                                   | La Maison des sept jeunes filles        |
| 1942 | Annette et la dame blonde                            | F       | Annette und die blonde Dame                                | Jean Dréville                 |                                                                   | Annette et la dame blonde               |
| 1942 | Les Inconnus dans la maison                          | F       | Das unheimliche Haus                                       | Henri Decoin                  |                                                                   | Les Inconnus dans la maison             |
| 1942 | Monsieur La Souris                                   | F       | Das Geheimnis der blauen Limousine / Der Pechvogel         | Georges Lacombe               |                                                                   | Monsieur La Souris                      |
| 1943 | Picpus                                               | F       | Maigret und der Fall Picpus                                | Roland Pottier                | Albert Préjean als Maigret                                        | Signé Picpus                            |
| 1943 | Le Voyageur de la Toussaint                          | F       |                                                            | Louis Daquin                  |                                                                   | Le Voyageur de la Toussaint             |
| 1943 | L’Homme de Londres                                   | F       |                                                            | Henri Decoin                  |                                                                   | L’Homme de Londres                      |
| 1944 | Cécile est morte                                     | F       | Sein schwierigster Fall / Maigret und die Frau ohne Kopf   | Maurice Tourneur              | Albert Préjean als Maigret                                        | Cécile est morte                        |
| 1945 | Les Caves du Majestic                                | F       |                                                            | Roland Pottier                | Albert Préjean als Maigret                                        | Les Caves du Majestic                   |
| 1947 | Panique                                              | F       | Panik                                                      | Julien Duvivier               |                                                                   | Les Fiançailles de M. Hire              |
| 1947 | Temptation Harbour                                   | GB      | Hafen der Versuchung                                       | Lance Comfort                 |                                                                   | L’Homme de Londres                      |
| 1947 | Dernière Refuge                                      | F       | Letzte Zuflucht                                            | Marc Maurette                 |                                                                   | Le Locataire                            |
| 1947 | Barrio                                               | P       |                                                            | Ladislao Vajda                |                                                                   | Les Fiançailles de M. Hire              |
| 1949 | The Man on the Eiffel Tower                          | USA     | Der Mann vom Eiffelturm                                    | Burgess Meredith              | Charles Laughton als Maigret                                      | La Tête d’un homme                      |
| 1950 | La Marie du port                                     | F       | Die Marie vom Hafen                                        | Marcel Carné                  | Jean Gabin                                                        | La Marie du port                        |
| 1950 | Midnight Episode                                     | GB      |                                                            | Gordon Parry                  |                                                                   | Monsieur La Souris                      |
| 1952 | La Vérité sur Bébé Donge                             | F       | Die Wahrheit über unsere Ehe                               | Henri Decoin                  | Danielle Darrieux, Jean Gabin                                     | La Vérité sur Bébé Donge                |
| 1952 | Brelan d’as. Teil: Le Témoignage de l’enfant de chœr | F       |                                                            | Henri Verneuil                | Michel Simon als Maigret                                          | Le Témoignage de l’enfant de chœr       |
| 1952 | Le Fruit défendu                                     | F       | Verbotene Frucht                                           | Henri Verneuil                |                                                                   | Lettre à mon juge                       |
| 1952 | The Man Who Watched the Trains Go By                 | GB/USA  | Der Mann, der sich selbst nicht kannte / Paris-Express     | Harold French                 | Claude Rains                                                      | L’Homme qui regardait passer les trains |
| 1952 | La Neige était sale                                  | F       | Der Schnee war schmutzig                                   | Luis Saslavsky                |                                                                   | La Neige était sale                     |
| 1955 | A Life in the Balance                                | USA/MEX |                                                            | Harry Horner, Rafael Portillo |                                                                   | Sept petites croix dans un carnet       |
| 1956 | Maigret dirige l’enquête                             | F       |                                                            | Stany Cordier                 | Maurice Manson als Maigret                                        | Cécile est morte                        |
| 1956 | The Bottle of the Bottom                             | USA     | Gefangene des Stroms                                       | Henry Hathaway                |                                                                   | Le Fond de la bouteille                 |
| 1956 | Le Sang à la tête                                    | F       | Vulkan im Blut                                             | Gilles Grangier               |                                                                   | Le Fils Cardinaud                       |
| 1957 | The Brothers Rico                                    | USA     | Hyänen der Straße                                          | Phil Karlson                  |                                                                   | Les Frères Rico                         |
| 1958 | Maigret tend un piège                                | F       | Kommissar Maigret stellt eine Falle                        | Jean Delannoy                 | Jean Gabin als Maigret                                            | Maigret tend un piège                   |
| 1958 | The Stowaway                                         | AUS/F   | Nächte auf Tahiti                                          | Ralph Habib, Lee Robinson     |                                                                   | Le Passager clandestin                  |
| 1958 | En cas de malheur                                    | F       | Mit den Waffen einer Frau                                  | Claude Autant-Lara            | Brigitte Bardot, Jean Gabin                                       | En cas de malheur                       |
| 1959 | L’Affaire Saint-Fiacre                               | F       | Maigret kennt kein Erbarmen                                | Jean Delannoy                 | Jean Gabin als Maigret                                            | L’Affaire Saint-Fiacre                  |
| 1960 | Le Baron de l’écluse                                 | F       | Ein Herr ohne Kleingeld                                    | Jean Delannoy                 |                                                                   | Le Baron de l’écluse                    |
| 1961 | Le Président                                         | F       | Der Präsident                                              | Henri Verneuil                | Jean Gabin                                                        | Le Président                            |
| 1961 | La Mort de Belle                                     | F       | Die Nacht hat dunkle Schatten                              | Édouard Molinaro              |                                                                   | La Mort de Belle                        |
| 1962 | Le Bateau d’Émile                                    | F       | Madeleine und der Seemann                                  | Denys de La Patellière        | Lino Ventura, Annie Girardot                                      | Le Bateau d’Émile                       |
| 1963 | Maigret voit rouge                                   | F       | Kommissar Maigret sieht rot                                | Gilles Grangier               | Jean Gabin als Maigret                                            | Maigret, Lognon et les gangsters        |
| 1963 | L’Aîné des Ferchaux                                  | F/I     | Die Millionen eines Gehetzten                              | Jean-Pierre Melville          | Jean-Paul Belmondo                                                | L’Aîné des Ferchaux                     |
| 1965 | Trois chambres à Manhattan                           | F       | Drei Zimmer in Manhattan                                   | Marcel Carné                  |                                                                   | Trois chambres à Manhattan              |
| 1966 | Il caso difficile del commissario Maigret            | I/D/Ö/F | Maigret und sein größter Fall                              | Alfred Weidenmann             | Heinz Rühmann als Maigret                                         | La Danseuse du Gai-Moulin               |
| 1966 | Maigret à Pigalle                                    | I       | Maigret und der Würger von Montmartre / Maigret am Pigalle | Mario Landi                   | Gino Cervi als Maigret                                            | Maigret au Picratt’s                    |
| 1967 | Stranger in the House                                | USA     | Der Fremde im Haus                                         | Pierre Rouve                  | Geraldine Chaplin, James Mason                                    | Les Inconnus dans la maison             |
| 1969 | Yaju no fukkatsu                                     | J       |                                                            | Michio Yamamoto               |                                                                   | Les Frères Rico                         |
| 1971 | Le Chat                                              | F       | Die Katze                                                  | Pierre Granier-Deferre        | Jean Gabin, Simone Signoret                                       | Le Chat                                 |
| 1971 | La Veuve Couderc                                     | F       | Der Sträfling und die Witwe                                | Pierre Granier-Deferre        | Alain Delon, Simone Signoret                                      | La Veuve Couderc                        |
| 1973 | Le Train                                             | F       | Le Train – Nur ein Hauch von Glück                         | Pierre Granier-Deferre        | Romy Schneider, Jean-Louis Trintignant                            | Le Train                                |
| 1974 | Megre i staraya dama                                 | URS     |                                                            | Vyacheslav Brovkin            | Boris Tenin als Maigret                                           | Maigret et la vieille dame              |
| 1974 | L’Horloger de Saint-Paul                             | F       | Der Uhrmacher von St. Paul / Die Vollstreckung             | Bertrand Tavernier            | Philippe Noiret, Jean Rochefort                                   | L’Horloger d’Everton                    |
| 1979 | Der Mörder                                           | D       |                                                            | Ottokar Runze                 | Marius Müller-Westernhagen                                        | L’Assassin                              |
| 1982 | L’Étoile du Nord                                     | F       | Stern des Nordens                                          | Pierre Granier-Deferre        | Philippe Noiret, Simone Signoret                                  | L’Étoile du Nord                        |
| 1982 | Les Fantômes du chapelier                            | F       | Die Fantome des Hutmachers                                 | Claude Chabrol                | Charles Aznavour, Michel Serrault                                 | Les Fantômes du chapelier               |
| 1983 | Équateur                                             | F       |                                                            | Serge Gainsbourg              | Barbara Sukowa                                                    | Le Coup de lune                         |
| 1989 | Monsieur Hire                                        | F       | Die Verlobung des Monsieur Hire                            | Patrice Leconte               | Michel Blanc, Sandrine Bonnaire                                   | Les Fiançailles de M. Hire              |
| 1992 | Betty                                                | F       | Betty                                                      | Claude Chabrol                | Marie Trintignant                                                 | Betty                                   |
| 1992 | L’Inconnu dans la maison                             | F       | Das unheimliche Haus / Der Unbekannte                      | Georges Lautner               | Jean-Paul Belmondo                                                | L’Inconnu dans la maison                |
| 1993 | Les Gens d’en face                                   | F       | Die Leute gegenüber                                        | Jesús Garay                   |                                                                   | Les Gens d’en face                      |
| 1994 | L’Ours en peluche                                    | F       | Der Teddybär                                               | Jacques Deray                 | Alain Delon                                                       | L’Ours en peluche                       |
| 1997 | Tangier Cop                                          | GB      | Der Polizist von Tanger                                    | Stephen Whittaker             |                                                                   | Le Policier de Tanger                   |
| 1998 | En plein cœur                                        | F       | Verhängnisvolles Alibi                                     | Pierre Jolivet                | Gérard Lanvin, Carole Bouquet                                     | En cas de malheur                       |
| 2000 | Adela                                                | CAN     |                                                            | Eduardo Mignogna              |                                                                   | Le Coup de lune                         |
| 2000 | La habitación azul                                   | MEX     |                                                            | Walter Doehner                |                                                                   | La Chambre bleue                        |
| 2004 | Feux rouges                                          | F       | Nächtliche Irrfahrt                                        | Cédric Kahn                   | 0Carole Bouquet                                                   | Feux rouges                             |
| 2006 | La Californie                                        | F       |                                                            | Jacques Fieschi               | Nathalie Baye                                                     | Chemin sans issue                       |
| 2007 | A Londoni férfi                                      | HUN     | Der Mann aus London                                        | Béla Tarr                     |                                                                   | L’Homme de Londres                      |
| 2014 | La Chambre bleue                                     | F       | Das blaue Zimmer                                           | Mathieu Amalric               | Mathieu Amalric, Léa Drucker, Stéphanie Cléau, Laurent Poitrenaux | La Chambre bleue                        |
| 2022 | Maigret                                              | F/B     | Maigret                                                    | Patrice Leconte               | Gérard Depardieu als Maigret                                      | Maigret et la jeune morte               |

## Fernsehfilme und -serien
| Jahr      | Originaltitel                                                       | Land          | Deutscher Titel                      | Regie                             | Darsteller                               | Vorlage                           |
| --------- | ------------------------------------------------------------------- | ------------- | ------------------------------------ | --------------------------------- | ---------------------------------------- | --------------------------------- |
| 1952      | The Old Lady of Bayeux. Folge der Serie Suspense                    | USA           |                                      | Robert Stevens                    |                                          | La vieille dame de Bayeux         |
| 1953      | Black Rain. Folge der Serie Studio One                              | USA           |                                      | Franklin J. Schaffner             |                                          |                                   |
| 1957      | Sette piccole croci                                                 | I             |                                      | Vittorio Cottafavi                |                                          | Sept petites croix dans un carnet |
| 1959      | Maigret and the Lost Life. Folge der Serie BBC Sunday-Night Theatre | GB            |                                      | Campbell Logan                    | Basil Sydney als Maigret                 | Maigret et la jeune morte         |
| 1960      | Liberty Bar                                                         | F             |                                      | Youri                             | Louis Arbessier als Maigret              | Liberty Bar                       |
| 1960–63   | Maigret. Serie mit 52 Folgen                                        | GB            | Kommissar Maigret                    | diverse                           | Rupert Davies als Maigret                |                                   |
| 1963      | Afera Saint-Fiacre                                                  | YUG           |                                      | Sava Mrmak                        | Ljuba Tadic als Maigret                  | L’Affaire Saint-Fiacre            |
| 1964–69   | Maigret. Serie mit 18 Folgen                                        | BEL/NL        |                                      |                                   | Jan Teulings und Kees Brusse als Maigret |                                   |
| 1964–69   | Le inchieste del commissario Maigret. Serie mit 16 Folgen           | I             |                                      | Mario Landi                       | Gino Cervi als Maigret                   |                                   |
| 1966      | Thirteen against Fate. Serie mit 13 Folgen                          | GB            |                                      |                                   |                                          |                                   |
| 1967–90   | Les Enquêtes du commissaire Maigret. Serie mit 88 Folgen            | F             | Maigret                              | diverse                           | Jean Richard als Maigret                 |                                   |
| 1968      | Les Dossiers de l’agence O. Serie mit 12 Folgen                     | F/CAN         |                                      | Marc Simenon                      | Pierre Tornade                           |                                   |
| 1969      | Maigret at Bay. Folge der Serie BBC Play of the Month               | GB            |                                      | William Slater                    | Rupert Davies als Maigret                | Maigret se défend                 |
| 1970      | Op straffe des doods                                                | NL            |                                      | Rob van der Linden                |                                          | Sous peine de mort                |
| 1971      | Der Mann aus London                                                 | D             |                                      | Heinz Schirk                      | Jean Servais                             | L’Homme de Londres                |
| 1972      | The Family Rico                                                     | USA           |                                      | Paul Wendkos                      | Ben Gazzara                              | Les Frères Rico                   |
| 1973      | Rückfahrt von Venedig                                               | D             |                                      | Tom Toelle                        | Herbert Mensching                        | Le Train de Venise                |
| 1974      | The Prison. Folge der Serie Armchair Theatre                        | GB            |                                      | David Wickes                      | James Laurenson                          | La Prison                         |
| 1974      | Der kleine Doktor. Serie mit 13 Folgen                              | D             |                                      | Wolfgang Becker, Thomas Engel     | Peer Schmidt                             |                                   |
| 1977      | Les Anneaux de Bicêtre                                              | F             | Zwischen Tod und Leben               | Louis Grospierre                  | Michel Bouquet, Claude Jade              | Les Anneaux de Bicêtre            |
| 1978      | Il y a encore des noisetiers                                        | F             |                                      | Jean-Paul Sassy                   |                                          | Il y a encore des noisetiers      |
| 1979      | L’Homme au petit chien                                              | BEL           |                                      | Jean-Marie Degèsves               |                                          | L’Homme au petit chien            |
| 1979      | Bellas Tod                                                          | D             |                                      | Wolfgang Storch                   | Udo Vioff                                | La Mort de Belle                  |
| 1979      | L’altro Simenon. Serie mit 4 Folgen                                 | I             |                                      |                                   |                                          |                                   |
| 1980      | L’Enterrement de Monsieur Bouvet                                    | F             | Das Begräbnis des Monsieur Bouvet    | Guy-André Lefranc                 |                                          | L’Enterrement de Monsieur Bouvet  |
| 1981      | Antoine et Julie                                                    | F             |                                      | Gabriel Axel                      | Michel Bouquet                           | Antoine et Julie                  |
| 1982      | L’Ours en peluche                                                   | F             |                                      | Edouard Logereau                  | Claude Rich                              | L’Ours en peluche                 |
| 1983      | Reifenwechsel                                                       | D             |                                      | Wolfgang Storch                   | Bernd Tauber                             | Feux rouges                       |
| 1983      | Es gibt noch Haselnußsträucher                                      | D             |                                      | Vojtěch Jasný                     | Heinz Rühmann                            | Il y a encore des noisetiers      |
| 1984      | De burgemeester van Veurne                                          | BEL           |                                      | Dré Poppe                         |                                          | Le Bourgmestre de Furnes          |
| 1985      | Die Komplizen                                                       | D             |                                      | Stanislav Barabáš                 | Günter Lamprecht                         | Les Complices                     |
| 1985      | Sonntag                                                             | D             |                                      | Stanislav Barabáš                 | Lisa Kreuzer, Catriona MacColl           | Dimanche                          |
| 1985      | Die Unbekannten im eigenen Haus                                     | D             |                                      | Bernd Fischerauer                 | Walter Buschhoff                         | Les Inconnus dans la maison       |
| 1986      | Die Stunde des Léon Bisquet                                         | D             |                                      | Lutz Büscher                      | Klaus Schwarzkopf                        | Le Nègre                          |
| 1986      | Le petit docteur. Serie mit 6 Folgen                                | F             |                                      | Marc Simenon                      |                                          |                                   |
| 1987–88   | L’Heure Simenon. Serie mit 13 Folgen                                | F             |                                      | diverse                           |                                          |                                   |
| 1988      | Maigret                                                             | USA           |                                      | Paul Lynch                        | Richard Harris als Maigret               |                                   |
| 1988      | Le Mouchoir de Joseph                                               | F             | Der fremde Vetter                    | Jacques Fansten                   |                                          | Chez Krull                        |
| 1988      | Niji no aru heya                                                    | JAP           |                                      | Yuji Murakami                     |                                          | Les Innocents                     |
| 1989      | Le Suspect                                                          | F             | Der Mann, der sich verdächtig machte | Yves Boisset                      | Philippe Léotard                         | Le Suspect                        |
| 1989      | Le Train de Vienne                                                  | F             | Der Zug aus Wien                     | Caroline Huppert                  |                                          | Le Train de Venise                |
| 1989      | Ceux de la soif                                                     | F             |                                      | Laurent Heynemann                 | Bruno Cremer, Mimsy Farmer               | Ceux de la soif                   |
| 1990      | De weduwnaar                                                        | BEL           | Der Witwer                           | Paul Cammermans, Jef Van de Water |                                          | Le Veuf                           |
| 1990      | Quartier nègre                                                      | SUI/ CUB/F    |                                      | Pierre Koralnik                   |                                          | Quartier nègre                    |
| 1990      | Ein anderer Liebhaber                                               | D             |                                      | Xaver Schwarzenberger             | Karlheinz Hackl                          | La Prison                         |
| 1990      | Das zweite Leben                                                    | D             |                                      | Carlo Rola                        | Vadim Glowna, Iris Berben                | La Main                           |
| 1991      | Maigretuv první prípad                                              | CZE           |                                      | Jana Semschová                    |                                          |                                   |
| 1991–2005 | Maigret. Serie mit 54 Folgen                                        | F/BEL/SUI/CZE | Maigret                              | diverse                           | Bruno Cremer als Maigret                 |                                   |
| 1992      | Tsena golovy                                                        | RUS           |                                      | Nikolai Ilyinsky                  | Vladimir Samoilov als Maigret            | La Tête d’un homme                |
| 1992–93   | Maigret. Serie mit 12 Folgen                                        | GB            |                                      | diverse                           | Michael Gambon als Maigret               |                                   |
| 1995      | Le Blanc à lunettes                                                 | F             | Weißer Mann mit Brille               | Édouard Niermans                  |                                          | Le Blanc à lunettes               |
| 1995      | Crime impuni                                                        | F             |                                      | Péter Gárdos                      |                                          | Crime impuni                      |
| 1995      | Le Crime de monsieur Stil                                           | F             | Das Verbrechen des Monsieur Stil     | Claire Devers                     |                                          | Un Crime au Gabon                 |
| 1995      | Le Passager clandestin                                              | F             | Der blinde Passagier                 | Agustí Villaronga                 |                                          | Le Passager clandestin            |
| 1996      | Les Clients d’Avrenos                                               | F             | Der Stammgast                        | Philippe Venault                  |                                          | Les Clients d’Avrenos             |
| 1996      | Long Cours                                                          | F             | Auf großer Fahrt                     | Alain Tasma                       |                                          | Long Cours                        |
| 1999      | Les Complices                                                       | F             |                                      | Serge Moati                       |                                          | Les Complices                     |
| 2001      | L’Aîné des Ferchaux                                                 | F             |                                      | Bernard Stora                     | Jean-Paul Belmondo                       | L’Aîné des Ferchaux               |
| 2003      | La Maison du canal                                                  | F             |                                      | Alain Berliner                    |                                          | La Maison du canal                |
| 2004      | La Fuite de Monsieur Monde                                          | F             |                                      | Claude Goretta                    |                                          | La Fuite de Monsieur Monde        |
| 2004      | Maigret: La trappola                                                | I             |                                      | Renato De Maria                   | Sergio Castellitto als Maigret           | Maigret tend un piège             |
| 2004      | Maigret: L’ombra cinese                                             | I             |                                      | Renato De Maria                   | Sergio Castellitto als Maigret           | L’Ombre chinoise                  |
| 2005      | La tête haute                                                       | F             |                                      | Gérard Jourd’hui                  |                                          | Le Fils Cardinaud                 |
| 2006      | Les Innocents                                                       | F             |                                      | Denis Malleval                    |                                          | Les Innocents                     |
| 2007      | Le Voyageur de la Toussaint                                         | F             |                                      | Philippe Laïk                     |                                          | Le Voyageur de la Toussaint       |
| 2007      | Monsieur Joseph                                                     | F             |                                      | Olivier Langlois                  |                                          | Le petit homme d’Arkhangelsk      |
| 2007      | Die Katze                                                           | D             |                                      | Kaspar Heidelbach                 | Götz George, Hannelore Hoger             | Le Chat                           |
| 2009      | Jusqu’à l’enfer                                                     | F             |                                      | Denis Malleval                    |                                          | La Mort de Belle                  |
| 2010      | En cas de malheur                                                   | F             |                                      | Jean-Daniel Verhaeghe             |                                          | En cas de malheur                 |
| 2013      | L’Escalier de fer                                                   | F             |                                      | Denis Malleval                    |                                          | L’Escalier de fer                 |
| 2014      | Les Complices                                                       | F             |                                      | Christian Vincent                 |                                          | Les Complices                     |
| 2015      | La Boule noire                                                      | F             |                                      | Denis Malleval                    |                                          | La Boule noire                    |
| 2016–2017 | Maigret. Serie mit 4 Folgen                                         | GB            | Kommissar Maigret                    | diverse                           | Rowan Atkinson als Maigret               |                                   |